# Adolf Harnack
Adolf von Harnack (ur. 7 maja 1851 w Tartu, zm. 10 czerwca 1930 w Heidelbergu) – niemiecki teolog luterański. Jeden z najwybitniejszych teologów i historyków wczesnochrześcijańskiej doktryny. Historyk dogmatu. Zajmował się m.in. gnostycyzmem i marcjonizmem. Autor trzytomowej 'Historii dogmatu'.

## Życiorys
Syn Theodosiusa Harnacka. Był organizatorem nauki, odegrał istotną rolę w ustanowieniu Kaiser-Wilhelm-Gesellschaft i pierwszym prezydentem tej instytucji. W 1902 odznaczony Pour le Mérite za Naukę i Sztukę.
Błędnie uznał za pierwszą „biografię chrześcijańską” panegiryk autorstwa rzekomego diakona Poncjusza z Kartaginy poświęcony Cyprianowi z Kartaginy. Utwór zawiera szereg informacji nieznajdujących potwierdzenia w materiałach historycznych.

## Dzieła

### W języku polskim
- Istota chrześcijaństwa : szesnaście wykładów wobec słuchaczów wszystkich fakultetów 1899/1900 w uniwersytecie berlińskim, Juljan Zachariewicz (przekład), Warszawa : S. Orgelbranda Synowie, 1909 r.

### W języku niemieckim
- Lehrbuch der Dogmengeschichte. 3 Bde. 1886–1890 (4. Aufl. 1909/1910)
- Die Mission und Ausbreitung des Christentums in den ersten drei Jahrhunderten. Leipzig 1902 (4. Aufl. 1924), engl. Übers. der 2. dt. A. (Onlineausgabe mit Anhang zu Überarbeitungen der 4. dt. A.): The Mission and Expansion of Christianity in the First Three Centuries, Übers. James Moffatt, 2. A. London: Williams & Norgate / New York: G.P. Putnam's Sons 1908 (Theological Translation Library 19–20)
- Geschichte der altchristlichen Literatur. 3 Bde., Leipzig 1893–1904
- Das Wesen des Christentums. Leipzig 1900 (reedycja 2007), ISBN 978-3-16-149388-1
- Reden und Aufsätze. 7 Bde., Gießen 1904–1930[3]
- Marcion. Das Evangelium vom fremden Gott. Leipzig 1921 (2. Aufl. 1924). Książka o Marcjonie (niem.)
- Kleine Schriften zur Alten Kirche, hrsg. v. J. Dummer. 2 Bde., Leipzig 1980